# Amstel Gold Race 2021
La 55.ª edición de la clásica ciclista Amstel Gold Race fue una carrera en los Países Bajos el 18 de abril de 2021 sobre un recorrido de 218,6 kilómetros con inicio en la ciudad de Valkenburg y final en la ciudad de Berg en Terblijt.
La carrera, además de ser la primera clásica de las Ardenas, formó parte del UCI WorldTour 2021, siendo la decimocuarta competición del calendario de máxima categoría mundial y fue ganada por el belga Wout van Aert del Jumbo-Visma. Completaron el podio, como segundo y tercer clasificado respectivamente, el británico Thomas Pidcock del INEOS Grenadiers y el alemán Maximilian Schachmann del Bora-Hansgrohe.

## Recorrido
El recorrido de este año se vio alterado por la pandemia de COVID-19. Se realizaron varias vueltas a un circuito cerrado en las que pasaban por el Geulhemmerberg, el Bemelerberg y el Cauberg. La primera de ellas fue de 14,9 kilómetros, las 12 siguientes de 16,9 km y la última de 15,9 km en la que no se ascendió el Cauberg.

## Equipos participantes
Tomaron parte en la carrera 25 equipos: los 19 de categoría UCI WorldTeam y 6 de categoría UCI ProTeam invitados por la organización. Formaron así un pelotón de 175 ciclistas de los que acabaron 125. Los equipos participantes fueron:
| WorldTeams (19)- AG2R Citroën Team - Astana-Premier Tech - Bahrain Victorious - Bora-Hansgrohe - Cofidis - Deceuninck-Quick Step - EF Education-Nippo - Groupama-FDJ - Ineos Grenadiers - Intermarché-Wanty-Gobert Matériaux - Israel Start-Up Nation - Jumbo-Visma - Lotto Soudal - Movistar Team - Qhubeka Assos - Team BikeExchange - Team DSM - Trek-Segafredo - UAE Team Emirates ProTeams (6)- Alpecin-Fenix - Arkéa-Samsic - Bingoal Pauwels Sauces WB - Gazprom-RusVelo - Sport Vlaanderen-Baloise - Uno-X Pro Cycling Team |
| |

## Clasificaciones finales
- Las clasificaciones finalizaron de la siguiente forma:[2]

### Clasificación general
| \| Clasificación general \| Clasificación general \| Clasificación general \| Clasificación general \| Clasificación general \| \| Ciclista \| Ciclista \| Equipo \| Tiempo \| \| \| --------------------- \| --------------------- \| --------------------- \| --------------------- \| --------------------- \| \| 1.º \| Wout van Aert \| Jumbo-Visma \| 5 h 03 min 29 s \| \| \| 2.º \| Thomas Pidcock \| Ineos Grenadiers \| + 0 s \| \| \| 3.º \| Maximilian Schachmann \| Bora-Hansgrohe \| + 0 s \| \| \| 4.º \| Michael Matthews \| BikeExchange \| + 3 s \| \| \| 5.º \| Alejandro Valverde \| Movistar Team \| + 3 s \| \| \| 6.º \| Julian Alaphilippe \| Deceuninck-Quick Step \| + 3 s \| \| \| 7.º \| Kristian Sbaragli \| Alpecin-Fenix \| + 3 s \| \| \| 8.º \| Michał Kwiatkowski \| Ineos Grenadiers \| + 3 s \| \| \| 9.º \| Matej Mohorič \| Bahrain Victorious \| + 3 s \| \| \| 10.º \| Tosh Van der Sande \| Lotto-Soudal \| + 3 s \| \| \| 11.º \| Alex Aranburu \| Astana-Premier Tech \| + 3 s \| \| \| 12.º \| Matteo Trentin \| UAE Team Emirates \| + 3 s \| \| \| 13.º \| Michael Valgren \| EF Education-Nippo \| + 3 s \| \| \| 14.º \| Patrick Konrad \| Bora-Hansgrohe \| + 3 s \| \| \| 15.º \| Tiesj Benoot \| Team DSM \| + 3 s \| \| |                       |                       |                 |
| |                       |                       |                 |
| Fuente: ProCyclingStats |                       |                       |                 |
| Clasificación general |                       |                       |                 |
| Ciclista | Ciclista              | Equipo                | Tiempo          |
| 1.º | Wout van Aert         | Jumbo-Visma           | 5 h 03 min 29 s |
| 2.º | Thomas Pidcock        | Ineos Grenadiers      | + 0 s           |
| 3.º | Maximilian Schachmann | Bora-Hansgrohe        | + 0 s           |
| 4.º | Michael Matthews      | BikeExchange          | + 3 s           |
| 5.º | Alejandro Valverde    | Movistar Team         | + 3 s           |
| 6.º | Julian Alaphilippe    | Deceuninck-Quick Step | + 3 s           |
| 7.º | Kristian Sbaragli     | Alpecin-Fenix         | + 3 s           |
| 8.º | Michał Kwiatkowski    | Ineos Grenadiers      | + 3 s           |
| 9.º | Matej Mohorič         | Bahrain Victorious    | + 3 s           |
| 10.º | Tosh Van der Sande    | Lotto-Soudal          | + 3 s           |
| 11.º | Alex Aranburu         | Astana-Premier Tech   | + 3 s           |
| 12.º | Matteo Trentin        | UAE Team Emirates     | + 3 s           |
| 13.º | Michael Valgren       | EF Education-Nippo    | + 3 s           |
| 14.º | Patrick Konrad        | Bora-Hansgrohe        | + 3 s           |
| 15.º | Tiesj Benoot          | Team DSM              | + 3 s           |

## Ciclistas participantes y posiciones finales
Convenciones:
- AB: Abandono
- FLT: Retiro por llegada fuera del límite de tiempo
- NTS: No tomó la salida
- DES: Descalificado o expulsado

## UCI World Ranking
La Amstel Gold Race otorgó puntos para el UCI World Ranking para corredores de los equipos en las categorías UCI WorldTeam, UCI ProTeam y Continental. Las siguientes tablas muestran el baremo de puntuación y los 10 corredores que obtuvieron más puntos:
| Posición   | 1.º | 2.º | 3.º | 4.º | 5.º | 6.º | 7.º | 8.º | 9.º | 10.º | 11.º | 12.º | 13.º | 14.º | 15.º | 16.º-20.º | 21.º-30.º | 31.º-50.º | 51.º-55.º | 56.º-60.º |
| Puntuación | 500 | 400 | 325 | 275 | 225 | 175 | 150 | 125 | 100 | 85   | 70   | 60   | 50   | 40   | 35   | 30        | 20        | 10        | 5         | 3         |

| Clasificación |                       |                       |        |
| Posición      | Ciclista              | Equipo                | Puntos |
| ------------- | --------------------- | --------------------- | ------ |
| 1.º           | Wout van Aert         | Jumbo-Visma           | 500    |
| 2.º           | Thomas Pidcock        | INEOS Grenadiers      | 400    |
| 3.º           | Maximilian Schachmann | Bora-Hansgrohe        | 325    |
| 4.º           | Michael Matthews      | BikeExchange          | 275    |
| 5.º           | Alejandro Valverde    | Movistar              | 225    |
| 6.º           | Julian Alaphilippe    | Deceuninck-Quick Step | 175    |
| 7.º           | Kristian Sbaragli     | Alpecin-Fenix         | 150    |
| 8.º           | Michał Kwiatkowski    | INEOS Grenadiers      | 125    |
| 9.º           | Matej Mohorič         | Bahrain Victorious    | 100    |
| 10.º          | Tosh Van der Sande    | Lotto Soudal          | 85     |